# Georg Beuchelt
Georg Beuchelt (* 3. Januar 1852 in Zwickau; † 17. August 1913 in Grünberg) war ein deutscher Ingenieur, Unternehmer und Politiker.
Beuchelt absolvierte ein technisches Studium zum Ingenieur. Später brachte er es zum Eigentümer von Fabriken für Waggonbau, Brückenbau und andere Eisenkonstruktionen (Unternehmen Beuchelt & Co.). Er besaß außerdem Hoch- und Tiefbaufirmen in Deutschland und im Ausland. Außerdem war er Vorstandsmitglied der Landesversicherungsanstalt für Schlesien in Breslau. Er war außerdem Mitglied im Centralverband deutscher Industrieller.
Politisch gehörte Beuchelt der konservativen Partei an. Er war zwischen 1899 und 1913 Mitglied des Preußischen Abgeordnetenhauses für den Wahlkreis Regierungsbezirk Liegnitz 1 (Grünberg – Freystadt). Mitglied des Reichstags war er von 1907 bis 1912.